# Megatavalli, Alur
Megatavalli là một làng thuộc tehsil Alur, huyện Hassan, bang Karnataka, Ấn Độ.